# Sarothrus brevicornis
Sarothrus brevicornis är en stekelart som beskrevs av Thomson 1877. Sarothrus brevicornis ingår i släktet Sarothrus, och familjen glattsteklar. Arten är reproducerande i Sverige.